# 루이스 톰프슨 프레스턴
루이스 톰프슨 프레스턴(Lewis Thompson Preston, 1926년 8월 5일 ~ 1995년 5월 4일)은 제8대 세계 은행 총재를 역임한 미국의 금융인이다.